# 20782 Марккроче
20782 Марккроче (20782 Markcroce) — астероїд головного поясу, відкритий 4 вересня 2000 року.
Тіссеранів параметр щодо Юпітера — 3,573.